# غلامحسین مبصر
غلامحسین مبصر (زاده ۱۸ اسفند ۱۳۰۷ - زرند) تیرانداز اهل ایران بوده است.
وی در بازی‌های المپیک تابستانی ۱۹۶۰ در بخش تفنگ سه وضعیت ۵۰ متر در مرحله مقدماتی حذف و در بخش تفنگ درازکش ۵۰ متر با امتیاز ۵۶۷ در رده ۵۰ مسابقات قرار گرار گرفت.
مبصری همچنین در بازی‌های المپیک تابستانی ۱۹۶۴ در بخش تفنگ درازکش ۵۰ متر در رده ۶۱ قرار گرفته است.